# Nikon D600
De Nikon D600 is een professionele spiegelreflexcamera. Hij levert foto's af in JPEG- en RAW-formaat. De D600 is compatibel met een heel gamma aan lenzen, waaronder vrijwel het gehele aanbod Nikkor-lenzen.
De camera werd op 13 september 2012 door Nikon Corporation voorgesteld. Het is een fullframe-camera met een sensor van 23,4 megapixel van dezelfde grootte als de traditionele 35mm-filmframes (36 x 24 mm). De camera kan werken met een filmgevoeligheid tot ISO 6.400.